# سپهر سلیمی
سپهر سلیمی فعال محیط زیست، مدافع حقوق حیوانات و روزنامه‌نگار آزاد اهل ایران می‌باشد.

## سوابق اجرایی

### فعالیت‌های محیط زیستی
سلیمی از سال ۱۳۸۰ به عضویت انجمن حمایت از حیوانات اصفهان درآمد و از سال ۱۳۸۲ مدیریت این انجمن را بر عهده داشته‌است. وی فعالیت‌های منطقه‌ای خود را با عضویت در هیئت مدیره شبکه سازمان‌های غیردولتی زیست‌محیطی استان اصفهان ادامه داد و اکنون عضو داوطلب صندوق جهانی محیط زیست و صلح سبز هندوستان می‌باشد.

### فعالیت‌های روزنامه‌نگاری
وی عضویت در شورای سیاست‌گذاری و دبیر بخش محیط زیست مجله زندگی سالم را در کارنامه روزنامه‌نگاری خود دارد.

## دستاوردها
- سلیمی مدیریت قدیمی‌ترین وبلاگ فعال محیط زیستی را از سال ۱۳۸۲ بر عهده داشته‌است. مطالب این وبلاگ سهم بسزایی در تولید محتوا به زبان فارسی در زمینه‌های محیط زیستی و حقوق حیوانات داشته‌است. به پاس تلاش‌های گسترده وی در این خصوص، عنوان بهترین وبلاگ‌نویس محیط زیستی در سال ۱۳۸۷ از سوی پرشین بلاگ به وی اعطاء شد. کسب رتبه دوم در همایش روزنامه نگاران جوان در سال ۱۳۸۶ از دیگر افتخارات وبلاگ نویسی سلیمی می‌باشد.[۱۰][۱۱]
- از سلیمی با عنوان مبتکر موج سبز وبلاگ نویسی یاد می‌شود.[۱۲]
- وی عناوین نخست تا سوم جشنواره روزنامه‌نگاران جوان کشور در بخش‌های مختلف را نیز در کارنامه روزنامه‌نگاری خود دارد.